# 南坊镇
南坊镇，是中华人民共和国陕西省咸陽市礼泉县下辖的一个乡镇级行政单位。

## 行政区划
南坊镇下辖以下地区：
中峰村、苏家村、北岭村、中信村、水平村、五井村、东峰村、北峰村、北坊村、北牌村、南牌村、东伍什村、郑家岭村、大牌村、东牌村、庄头河村、东南村、伍塬村、双咀村、王罗村和五峰村。